# Мареш, Леош
Леош Мареш (чеш. Leoš Mareš; род. 27 апреля 1976, Бероун, Чехословакия) — чешский телеведущий, певец и актёр.

## Биография
Родился 27 апреля 1976 года в небольшом городке Бероун. Леош окончил среднюю школу в его родном городе и учился в филиале Западночешского университета в Хебе. В 1997 году он переехал в Прагу, там он начал работать радиоведущим на местной радиостанции Evropa 2. В 2001—2003 годах был певцом и он выпустил три студийных альбома, а потом пел втроём с двумя певицами Мартиной Балоговой и Терезой Керндловой.
После карьеры певца он стал телеведущим. Его первой передачей стала музыкальная программа Eso (рус. Ас) на телеканале TV Nova, сменив Габриелу Партишову. Эта программа была закрыта в 2009 году. Позже Леош вёл передачу Чешский соловей.
В начале 2010 года он был назначен главным редактором еженедельного журнала Spy, где он работал в течение двух недель.
Мареш попал в список из пятидесяти самых влиятельных людей в Чехии по версии журнала Forbes.
Участвовал в программе StarDance …když hvězdy tančí, чешской версии передачи Танцы со звёздами.

## Личная жизнь
В 1998 году он встречался с Моникой Полушой, а в 2008 году поженились. У них родились сыновья Якуб (ноябрь 2005) и Матей (июнь 2009). В 2010 году он переехал вместе с семьей в район Смихов.

## Дискография

### Студийные альбомы
- 2001 — Tři Slova / Три слова

- 2002 — Minuty Se Vlečou / Минута буксировать

- 2003 — Nejlepší Nápad / Лучшая идея

- 2017 — DVANÁCTPOMALÝCH PĚTRYCHLÝCH JEDNANOVÁ

### Сборники
- 2005 — Komplet 2001—2005 / Сборник песен 2001—2005 годы

- 2008 — Největší hity / Лучшие хиты

## Телевидение

### Роль телеведущего
- Talentmania (чешское и словацкое производство)

- Česko hledá SuperStar (чешская версия программы Народный артист)

- Česko Slovenská Superstar (чешская словацкая версия программы Народный артист)

- Big Brother

- X Factor (чешская версия программы Главная сцена и Фактор А)

- Hlas Česko Slovenska (чешская и словацкая версия шоу Голос)

### Роль члена жюри
- Česko Slovensko má talent (чешская и словацкая версия программы Минута славы)

### Роль участника
- StarDance …když hvězdy tančí (чешская версия программы Танцы со звёздами)